# Pælestik
 For alternative betydninger, se Stik.
Et pælestik er et knob på et tov, som benyttes til at danne en fast løkke for enden af rebet. Det er det almindeligste faste øjeknob, fordi det er både hurtigt at slå og stabilt. Pælestikket ligner et flagknob, men er altså et fast øje mens flagknobet bruges til forening af 2 ender.
Pælestikket kan altid løses op, uanset hvor meget det er belastet, fordi det ikke går i bekneb, når det belastes. På sejlskibe benyttes det f.eks. til fastgørelse af et skøde til et sejls skødebarm.
Stikket slås ved at danne et øje på rebet. Det vendes således, at den faste part vender nedad. Tampen føres nu op igennem øjet, rundt om den faste part og tilbage gennem det oprindelige øje. 
For at pælestikket er bundet rigtigt, skal tampen ende inde i løkken. Billedet til venstre viser altså et forkert bundet pælestik med lavere styrke. 